# 米杜茲河
米杜茲河（法語：Midouze，發音：[miduz]）是法國朗德省的河流，是阿杜爾河的右支流，全长43千米，流域面積3,590平方公里，平均流量每秒20.5立方米，于蒙德馬桑由米杜河和杜茲河汇流而成，在维克多里巴特、欧东和贝加尔之间流入阿杜尔河。

## 外部連結
- http://www.geoportail.fr （页面存档备份，存于）
- Sandre数据库中的米杜兹河